# Syrská revoluce (1925)
Syrská revoluce (arabsky: الثورة السورية الكبرى‎) nebo Velké syrské povstání  či také Velká drúzská vzpoura bylo povstání v Sýrii a Libanonu během francouzské správy této oblasti. Zároveň to byla nejdelší a největší vzpoura v koloniích na Středním východě mezi světovými válkami. Vzpoura vypukla s cílem odstranit francouzský vliv v této oblasti, který trval od roku 1920. Ten byl způsoben Společností národů, která v poválečných letech předala blízkovýchodní území pod francouzskou správu. Revoluce skončila neúspěchem kvůli nejednotnosti povstalců. Jednalo se totiž o společnou iniciativu nejen Drúzů, ale i sunnitů a křesťanů. Společná vzpoura byla ale Francouzi potlačena.

## Pozadí

Mapa rozdělení Osmanské říše dle Sykesovy–Picotovy dohody

Během první světové války se Osmanská říše přidala na stranu Rakouska a Německého císařství a proto se po porážce Centrálních mocností státy Dohody domluvily na rozdělení vlivu na území bývalé Osmanské říše. Svá ujednání Británie s Francií stvrdily roku 1916 Sykesovou–Picotovou dohodou a později ještě Sèvreskou smlouvou v roce 1920. Dohoda obou států zněla ve smyslu, že severní část (část dnešního Turecka, dnešní Libanon a dnešní Sýrii) Osmanské říše převezme do své sféry vlivu Francie a jihovýchodní část (dnešní Izrael, Jordánsko, Irák, část dnešní Saúdské Arábie a několik emirátů Spojených arabských emirátů) převezme do své sféry vlivu Velká Británie. Francie tato území převzala pod svou správu roku 1920. Vznik revoluce v Libanonu zapříčinilo to, že generál Sarrail jmenoval roku 1923 francouzským guvernérem v Libanonu kapitána Gabriela Carbilleta. Tím byla porušena libanonská autonomie z roku 1921, kdy se Francouzi s Libanonci dohodli na volbě tamějšího guvernéra z libanonských řad. Když pak tento nový guvernér začal stíhat drúzské vůdce v Damašku, revoluce se rozhořela.

## Průběh revoluce
V době vypuknutí revoluce byly počty francouzských vojsk velice malé – skoro 14 400 mužů a důstojníků a něco málo přes 5 900 syrských pomocných sil. Oproti roku 1920, kdy bylo v Sýrii umístěno 70 000 vojáků, je tedy vidět velice znatelný pokles.
Dne 23. srpna 1925 vyhlásil sultán al-Atraš oficiálně revoluci vůči Francii. Díky tomu, že se již dlouhý čas ozývalo z různých koutů Sýrie od různých etnik volání po odstranění nadvlády cizí země, se vzpoura brzy rozšířila po celé Sýrii a byla vedena tehdy velice významnými osobami, jako byli Hasan Al-Kharrat, Nasib al-Bakri, Abdul Rahman ash-Shahbandar či Fauzí al-Kaukdží.

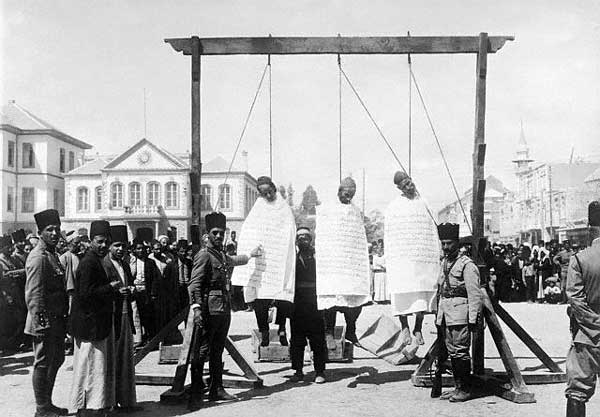
Poprava tří povstalců na damašském náměstí

Boje začaly bitvou u al-Kafru 21. července 1925, další boje probíhaly u al-Mazraa, Salkhadu a u Suvajdy. Povstalci sice zpočátku vítězili, ale později Francie vyslala do Sýrie a Libanonu tisícovky vojáků z Maroka a z Senegalu byli vysláni Senegalští střelci (Tirailleurs sénégalais). Tyto nové síly byly oproti rebelům daleko moderněji vybaveny. Příjezd nových jednotek zároveň obrátil průběh války a Francouzům se podařilo dobýt mnoho měst. Přesto však válka neskončila, odpor povstalců trval až do jara 1927. Povstalci byli poraženi a vůdcové revoluce v čele se sultánem al-Atrašem byli odsouzeni k trestu smrti. Podařilo se jim ale utéct do Transjordánského emirátu (dnešní Jordánsko) a později přešli do Hidžázu (dnešní Saúdská Arábie).

## Výsledek revoluce

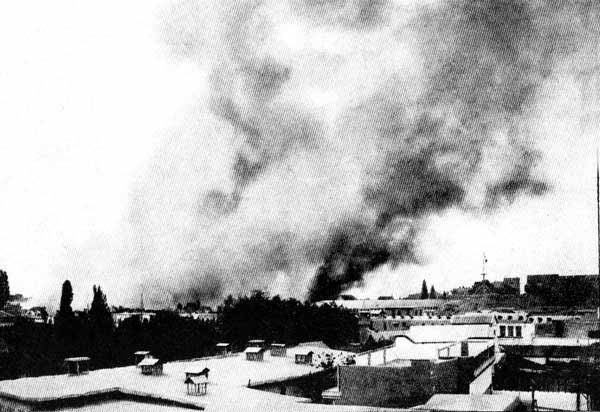
Syrský Damašek po francouzském bombardování

Ačkoliv byli někteří z povstalců potrestáni na životě a vůdčí postavy povstání byly v exilu, byla v březnu 1928 vyhlášena v Sýrii všeobecná amnestie, která se týkala všech uvězněných rebelů. Toto nařízení ale obsahovalo dodatek o tom, že vůdčí osoby revoluce by se do Sýrie vrátit neměly. Toto nařízení se týkalo například al-Atraše či Abd al-Rahman Shahbandara. Navrátit se mohli až po deseti letech, v květnu 1937, po podepsání Francouzsko-syrské smlouvy o nezávislosti a byli vřele uvítáni. Amnestie se například týkala Jamila Mardama Beye, zakladatele opoziční strany Al-Fatat.
Potlačení revoluce mělo velice negativní dopad na Sýrii. Více než 6 000 povstalců přišlo o život a 100 000 osob přišlo o své domovy. Dvouletá válka zdevastovala Sýrii a město Hamá bylo velice zpustošeno. Francouzský generál Sarrail navíc nařídil dvoudenní ostřelování Damašku, který byl také zdevastován. Citelné škody utrpěla také ostatní města a tamější farmy. Zemědělství a obchod dočasně ustaly. Na svou nezávislost si Syřané museli počkat až do roku 1946.